# KSC Maccabi Antwerp
Maillots
Dernière mise à jour : 3 août 2017.
Le Koninklijke Sportclub Maccabi-Voetbal Antwerp est un club de football belge, localisé dans la ville d'Anvers. Il est historiquement le club de la communauté juive anversoise, bien qu'il soit aujourd'hui ouvert à tous. Le club, porteur du matricule 201, a évolué 13 saisons dans les séries nationales, dont 4 au troisième niveau. Il évolue en quatrième provinciale lors de la saison 2017-2018, le plus bas niveau du football belge.

## Histoire
Le Maccabi Antwerpen est fondé en 1920 comme club omnisports, comprenant notamment une section football. Le club s'affilie en 1923 à l'Union belge sous le nom Sportclub Maccabi. Un an plus tard, il déménage sur la commune de Wilrijk. En décembre 1926, il reçoit le matricule 201.
Le club évolue dans les séries régionales et provinciales du championnat belge, jusqu'en 1960, quand il rejoint pour la première fois la Promotion, quatrième niveau national. Le club se maintient deux saisons en nationales, puis est condamné à redescendre en provinciales. Il déménage entre-temps vers un nouveau terrain situé Karel du Boislaan à Hoboken. Le Maccabi remonte en Promotion en 1963, et cette fois il joue le haut du tableau. Il termine deuxième trois saisons consécutives, respectivement derrière le CS Schaerbeek, le Racing Club de Jette et le Voorwaarts Tirlemont. Finalement, au terme de la saison 1967-1968, le club décroche le titre de champion et monte pour la première fois en Division 3.
Le club poursuit sur sa lancée victorieuse, et termine premier ex æquo avec le Racing Malines dès sa première saison en troisième division. Les malinois, grâce à une victoire de plus, sont déclarés champions, barrant la route de la Division 2 au Maccabi. La saison suivante, le club termine quatrième, mais les choses se compliquent par la suite pour le club. Il termine à l'avant-dernière place en 1972, et retourne en Promotion. Il ne parvient à s'y maintenir que deux saisons, puis retourne en provinciales, après onze saisons consécutives dans les séries nationales. Il n'y est plus réapparu depuis.
Le club subit une seconde relégation consécutive la saison suivante, et se retrouve en deuxième provinciale en 1975. Cinq ans plus tard, le club descend encore d'un niveau, et retombe en troisième provinciale. En 1986, le club est même relégué en quatrième provinciale, le huitième niveau hiérarchique du football belge. Il remonte en P3 en 1988, et remporte dans la foulée le titre de sa série pour revenir en P2. Mais deux ans et deux relégations plus tard, le Maccabi est de retour en quatrième provinciale. Le club remonte d'un niveau en 1993, mais redescend en 1995. Cette année-là, pour les 75 ans du club, la rue où se trouvent ses installations est rebaptisée Maccabilaan en son honneur. En 2000, le club remonte en troisième provinciale, et parvient en deuxième six ans plus tard. Mais le club est déjà relégué en 2008, et rechute en P4 en 2011.

## Résultats dans les divisions nationales
Statistiques mises à jour le 21 juin 2013

### Palmarès
- 1 fois champion de Belgique de Promotion en 1968

### Bilan
| Niv | Divisions     | Jouées | Titres | TM Up | TM Down |
| --- | ------------- | ------ | ------ | ----- | ------- |
| I   | 1re nationale | 0      | 0      |       |         |
| II  | 2e nationale  | 0      | 0      |       |         |
| III | 3e nationale  | 4      | 0      |       |         |
| IV  | 4e nationale  | 9      | 1      |       |         |
| V   | 5e nationale  | 0      | 0      |       |         |
|     |               |        |        |       |         |
|     | TOTAUX        | 13     | 1      | 0     | 0       |

- TM Up : test-match pour départager des égalités, ou toutes formes de Barrages ou de Tour final pour une montée éventuelle.
- TM Down : test-match pour départager des égalités, ou toutes formes de Barrages ou de Tour final pour le maintien.

### Classements saison par saison
| Ordre               | Saison  | Nom du club         | Niveau            | Classement final | Remarques          |
| ------------------- | ------- | ------------------- | ----------------- | ---------------- | ------------------ |
| 1                   | 1960-61 | KSC Maccabi Antwerp | Promotion série D | 12e/16           |                    |
| 2                   | 1961-62 | KSC Maccabi Antwerp | Promotion série C | 14e/16           | Relégué!           |
| séries provinciales |         |                     |                   |                  |                    |
| 3                   | 1963-64 | KSC Maccabi Antwerp | Promotion série B | 2e/16            |                    |
| 4                   | 1964-65 | KSC Maccabi Antwerp | Promotion série D | 2e/16            |                    |
| 5                   | 1965-66 | KSC Maccabi Antwerp | Promotion série C | 2e/16            |                    |
| 6                   | 1966-67 | KSC Maccabi Antwerp | Promotion série A | 4e/16            |                    |
| 7                   | 1967-68 | KSC Maccabi Antwerp | Promotionsérie B  | 1er/16           | Champion et promu! |
| 8                   | 1968-69 | KSC Maccabi Antwerp | Division 3série A | 2e/16            | [ saisons 1 ]      |
| 9                   | 1969-70 | KSC Maccabi Antwerp | Division 3série B | 4e/16            |                    |
| 10                  | 1970-71 | KSC Maccabi Antwerp | Division 3série A | 11e/16           |                    |
| 11                  | 1971-72 | KSC Maccabi Antwerp | Division 3série B | 15e/16           | Relégué!           |
| 12                  | 1972-73 | KSC Maccabi Antwerp | Promotion série D | 11e/16           |                    |
| 13                  | 1973-74 | KSC Maccabi Antwerp | Promotion série D | 16e/16           | Relégué!           |
| séries provinciales |         |                     |                   |                  |                    |